# Aedificia Carpați
Aedificia Carpați este o companie de construcții din România.
A fost înființată în 1992 prin reorganizarea Trustului Carpați și este deținută de omul de afaceri Petre Badea.
A fost implicată de-a lungul timpului în construcția următoarelor clădiri: Palatul Cotroceni, Palatul Parlamentului, Teatrul Național, Ateneul Român și Ambasada Chinei.
Număr de angajați în 2009: 750
Cifra de afaceri în 2008: 145 milioane lei